# تاما گوروما
تاما گوروما (به ژاپنی: 玉車)-(به انگلیسی: Tama Guruma) یکی از فنون و تکنیک‌های دستهٔ ناگه-وازا رشتهٔ ورزشی جودو است که در زیردستهٔ سوتمی-وازا دسته‌بندی می‌شود. 
سلام ببخشید میشه توزی بدید